# Gacko polje
Gacko polje este o arie protejată (sit de importanță comunitară — SCI) din Croația întinsă pe o suprafață de 6.870,43 ha, integral pe uscat.

## Localizare
Centrul sitului Gacko polje este situat la coordonatele 44°51′12″N 15°17′59″E / 44.853418°N 15.299616°E.

## Înființare
Situl Gacko polje a fost declarat sit de importanță comunitară în iulie 2013 pentru a proteja 2 specii de plante și 5 specii de animale.

## Biodiversitate
Situată în ecoregiunea alpină, aria protejată conține 6 habitate naturale: Mlaștini alcaline, Cursuri de apă de la nivel de câmpie la nivel montan, cu vegetație Ranunculion fluitantis și Callitricho-Batrachion, Pajiști cu Molinia pe soluri calcaroase, turboase sau argilos-nămoloase (Molinion caeruleae), Peșteri inaccesibile publicului, Liziere de ierburi înalte hidrofile de câmpie și de nivel montan până la alpin, Pajiști uscate din regiunea submediteraneeană estică (Scorzoneratalia villosae).
La baza desemnării sitului se află mai multe specii protejate:
- plante (2): Apium repens, Scilla litardierei
- mamifere (4): liliac cu picioare lungi (Myotis capaccinii), liliac comun (Myotis myotis), liliacul mediteranean cu potcoavă (Rhinolophus euryale), liliacul mare cu potcoavă (Rhinolophus ferrumequinum)
- nevertebrate (1): Euplagia quadripunctaria

Pe lângă speciile protejate, pe teritoriul sitului au mai fost identificate 10 specii de plante.